# Pál Kitaibel
Pál Kitaibel (3 de febrero de 1757, Mattersburg (ciudad de la frontera húngara conocida también por su topónimo húngaro de Nagymarton - 13 de diciembre de 1817, Budapest) fue un botánico y químico húngaro.
Estudia química y botánica en la Universidad de Buda. Luego es profesor y enseña esas dos disciplinas en Pest en 1794. Trabaja sobre la flora y la hidrografía de Hungría, descubriendo el telurio, simultáneamente con Franz-Joseph Müller von Reichenstein (1740-1825).
Es autor, con Franz de Paula Adam von Waldstein (1759-1823), de Francisci comitis Waldstein (M. A. Schmidt, Viena, tres vv. 1802-1812)

## Honores

### Epónimos
Género
- (Malvaceae) Kitaibelia Willd.[1][2]

Especies
- (Apiaceae) Trinia kitaibelii M.Bieb.[3]

- (Asteraceae) Anthemis kitaibelii Spreng.[4]

- (Asteraceae) Hieracium kitaibelianum Domin[5]

- (Brassicaceae) Draba kitaibeliana C.Presl[6]

- (Brassicaceae) Cardamine kitaibelii Bech.[7]

- (Campanulaceae) Campanopsis kitaibelii Kuntze[8]

- (Campanulaceae) Campanula kitaibeliana Roem. & Schult.[9]

- (Caryophyllaceae) Arenaria kitaibelii (Nyman) Bonnier[10]

- (Dipsacaceae) Scabiosa kitaibelii Schult.[11]

- (Fabaceae) Cytisus kitaibelii Vis.[12]

- (Fabaceae) Trifolium kitaibelianum Ser.[13]

- (Grossulariaceae) Ribes kitaibelii Dörfl.[14]

- (Lamiaceae) Mentha kitaibeliana Heinr.Braun ex Haring[15]

- (Lamiaceae) Satureja kitaibelii Wierzb. ex Heuff.[16]

- (Polygonaceae) Polygonum kitaibelianum Sadler[17]

- (Primulaceae) Auricula-ursi kitaibeliana (Schott) Soják[18]

- (Ranunculaceae) Aquilegia kitaibelii Schott[19]

- (Rosaceae) Cotoneaster kitaibelii J.Fryer & B.Hylmö[20]

- (Rosaceae) Sorbus × kitaibeliana Baksay & Kárpáti[21]

- (Salicaceae) Salix kitaibeliana Willd.[22]

- (Scrophulariaceae) Lindernia kitaibelii G.Don[23]

- (Solanaceae) Solanum kitaibelii Schult.[24]

- (Tiliaceae) Tilia × kitaibelii J.Wagner[25]